# Lijst van mijnenjagers bij de Koninklijke Marine
Deze lijst van mijnenjagers bij de Koninklijke Marine geeft alle mijnenjagers weer die bij de Koninklijke Marine dienstdoen of in het verleden dienst hebben gedaan.

## Alkmaarklasse
| schip          | naamsein | in dienst | uit dienst | verkocht als         |
| -------------- | -------- | --------- | ---------- | -------------------- |
| Alkmaar        | M850     | 1983      | 2005       | LTU M-08 Rusins      |
| Delfzijl       | M851     | 1983      | 2005       | LTU M-07 Visvaldis   |
| Dordrecht      | M852     | 1983      | 2005       | LTU M-06 Talisvaldis |
| Haarlem        | M853     | 1984      | 2011       |                      |
| Harlingen      | M854     | 1984      | 2005       | LTU M-04 Imanta      |
| Scheveningen   | M855     | 1984      | 2005       | LTU M-05 Viesturs    |
| Maassluis      | M856     | 1984      | 2011       |                      |
| Makkum         | M857     | 1985      |            |                      |
| Middelburg     | M858     | 1986      | 2011       |                      |
| Hellevoetsluis | M859     | 1987      | 2011       |                      |
| Schiedam       | M860     | 1986      |            |                      |
| Urk            | M861     | 1986      |            |                      |
| Zierikzee      | M862     | 1987      |            |                      |
| Vlaardingen    | M863     | 1989      | 2024       |                      |
| Willemstad     | M864     | 1986      |            |                      |

## Dokkumklasse
| schip     | naamsein | in dienst | uit dienst |
| --------- | -------- | --------- | ---------- |
| Dokkum    | M801     | 1955      | 1983       |
| Drunen    | M818     | 1956      | 1984       |
| Staphorst | M828     | 1957      | 1984       |
| Veere     | M842     | 1956      | 1984       |